# 月島雅也
月島 雅也（つきしま まさや、1985年 - ）は、日本のライトノベル作家である。

## 概要
第1回GA文庫大賞で「ワールドD」が優秀賞を受賞し、のちに『Re:SET 想いと願いのカナタ』と改名し、同書をGA文庫より出版してデビュー。
また、『WHITE ALBUM2 雪が紡ぐ旋律』では、恋愛ゲーム『WHITE ALBUM2』のノベライズを手掛けている。

## 書籍化作品
- 『Re:SET 想いと願いのカナタ』（イラスト: 赤りんご、GA文庫〈ソフトバンククリエイティブ〉）[7]
- 『小手鞠荘は末期です。…詳しく。』（イラスト: をん、GA文庫〈ソフトバンククリエイティブ〉）[8]
- 『WHITE ALBUM2 雪が紡ぐ旋律』（監修: 丸戸史明、カバーイラスト: なかむらたけし、挿絵: 桂憲一郎、GA文庫〈ソフトバンククリエイティブ〉）[9]